# Повалихино (Костромская область)
Повали́хино — деревня в Чухломском районе Костромской области России. Административный центр Повалихинского сельского поселения.
Расположена на берегу реки Воча в лесистой местности на севере области, примерно в 18 км к северо-востоку от Чухломы и в 165-170 км от Костромы.

## Климат
Климат — умеренно континентальный с холодными зимами и тёплым летом.

## Население
| 2008 | 2010 | 2014 |
| ---- | ---- | ---- |
| 248  | ↘215 | ↗239 |

По данным на сентябрь 2020 года в деревне проживает 242 человека.

## История
В конце XVIII начале XIX веков Повалихино представляло собой маленькую деревню и насчитывало 12 дворов, 58 жителей. В настоящее время в Повалихине 66 жилых домов. В деревне проживает около 300 человек - половина всего населения Повалихинского поселения. Жители серьёзно и ответственно относятся к облику и благоустройству родной деревни. Возле домов и учреждений, а также вдоль дороги летом всегда скошены все травы. 
В палисадниках и огородах благоухают и пестрят различной окраской цветочные клумбы. Все, кто проезжает мимо деревни, любуются её внешним видом. Народ в деревне живёт неплохо, прежде всего благодаря своему трудолюбию. Лес щедро дарит местным жителям не только грибы и ягоды, зверьё и дичь. но и возможность хорошо зарабатывать на его заготовке и переработке, на изготовлении срубов и их сборке в Подмосковье. 
В деревне есть Дом культуры, почта, ФАП, библиотека, школа. Повалихинцы много читают и участвуют в художественной самодеятельности. Со знаменитой кадрилью "Козуля" местные танцоры бывали и в Щелыкове, и в Костроме, и в Москве. В Повалихине насчитывается 40 детей в возрасте до 18 лет, а в школе обучается 19 учеников. 
От традиционного сельского подворья в деревне постепенно отказываются. В личном хозяйстве осталось всего семь коров. Держать скот здесь считается невыгодным, а в местных магазинах, которых здесь три, есть всё, в том числе,молоко и мясо. Население в Повалихине в основном молодое, только на Центральной улице частные дома, в которых живут пенсионеры.
Деревня Повалихино. В 1830 г. вместе с соседними деревнями Архарово, Титово, Новинское и др. входила в вотчину Павла Ивановича Голохвастова. Центр вотчины находился в сельце Новинское. В XVIII веке новинская вотчина принадлежала боярину Степану Андреевичу Колычеву, сподвижнику Петра I, который назначил его герольдмейстером. Сын С.А.Колычева С.С.Колычев был замешан в заговоре Лопухина против Петра I.
Колычев дал деревни в приданое за дочерью П.М.Нелюбову, а тот отдал деревни своей дочери Анне Петровне, в замужестве Половиной. Она же продала их Ивану Мартыновичу Голохвастову, сын которого Павел Иванович был женат на Елизавете Алексеевне Яковлевой, сестре Ивана Алексеевича Яковлева, незаконнорожденным сыном которого был А. И. Герцен.

## Выборы в Повалихино
Повалихино получило известность после того, как на очередных выборах главы сельского поселения одержала победу уборщица сельсовета Марина Удгодская, одержавшая уверенную победу над действующим главой поселения.